# Katolická církev v Íránu

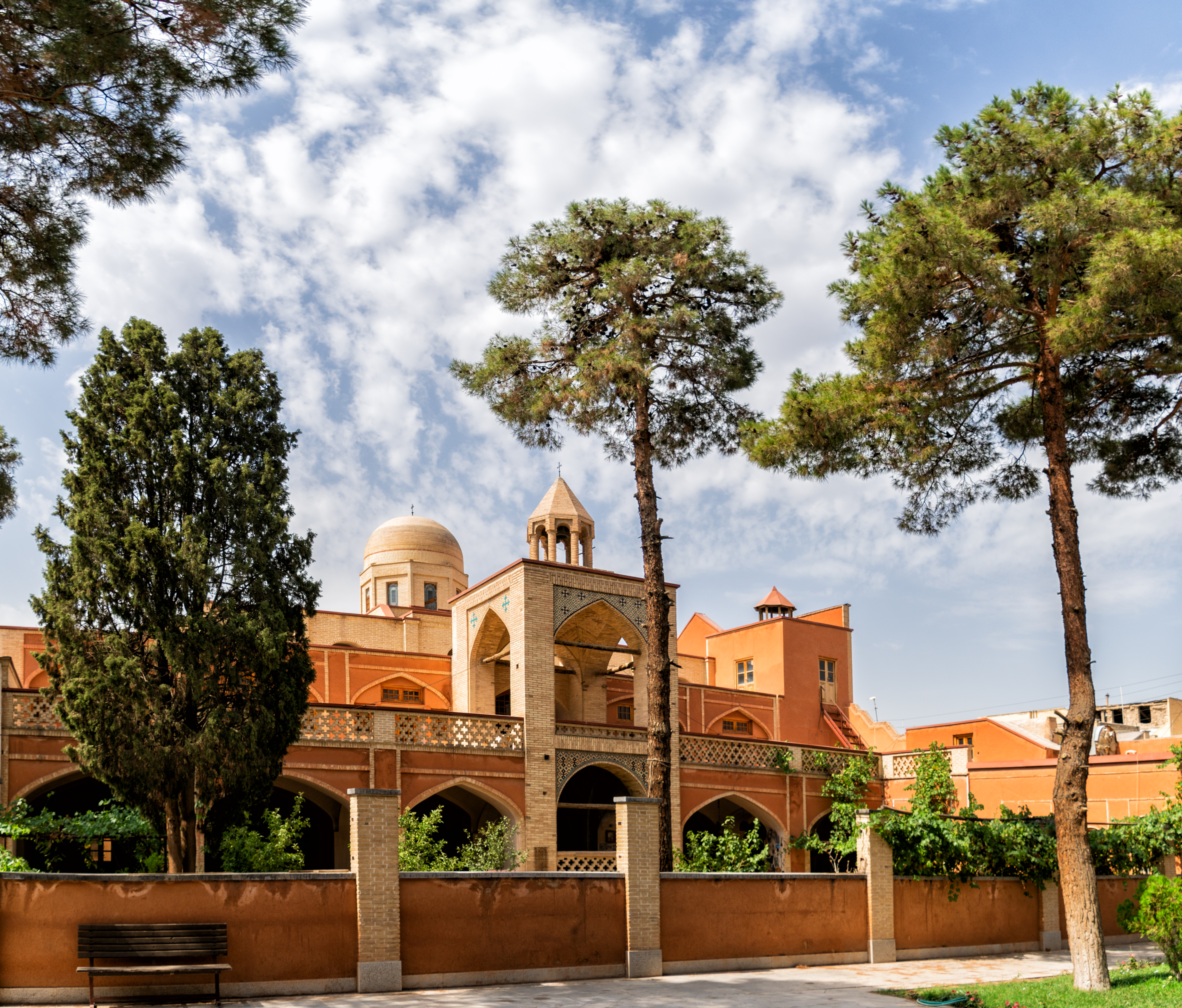
Římskokatolický kostel Panny Marie Růžencové v Isfahánu

Katolická církev v Íránu je součástí všeobecné církve na území Íránu, pod vedením papeže a místních biskupů sdružených do Íránské biskupské konference. Papež je zastupován apoštolským nunciem v Íránu. V Íránu žije asi 21 tisíc pokřtěných katolíků, asi 0,035 % populace. Věřící náleží jak k latinské církvi, tak k různým východním katolickým církvím, z nichž nejvýznamnější místo zaujímá Chaldejská katolická církev. 

## Administrativní členění katolické církve v Íránu

### Římskokatolická církev(římský ritus)
- Arcidiecéze Teherán-Isfahán

### Chaldejská katolická církev(východosyrský ritus)
- Chaldejská archieparchie Teherán – metropolitní bez sufragánních eparchií
- Chaldejská archieparchie Urmíja – metropolitní se sufragánní eparchií:
  - Chaldejská eparchie Salmas – personálně spojená s metropolitní archieparchií
- Chaldejská archieparchie Ahváz – není metropolitní

### Arménská katolická církev(arménský ritus)
- Arménská eparchie Isfahán, sídlo: Teherán